# Euplectes aureus
Euplectes aureus là một loài chim trong họ Ploceidae.